# 烏普奧特
烏普奧特（Upuaut）是埃及神話的戰神，形象是狼、胡狼或狼頭人身，父親是賽特，母親是奈芙蒂斯。其名字的意思是「開路者」，常被描述為站立在太陽船的船首或為軍隊的進路進行偵查。信仰中心在利科波利斯（Lycopolis），希臘文意即「狼之都」。

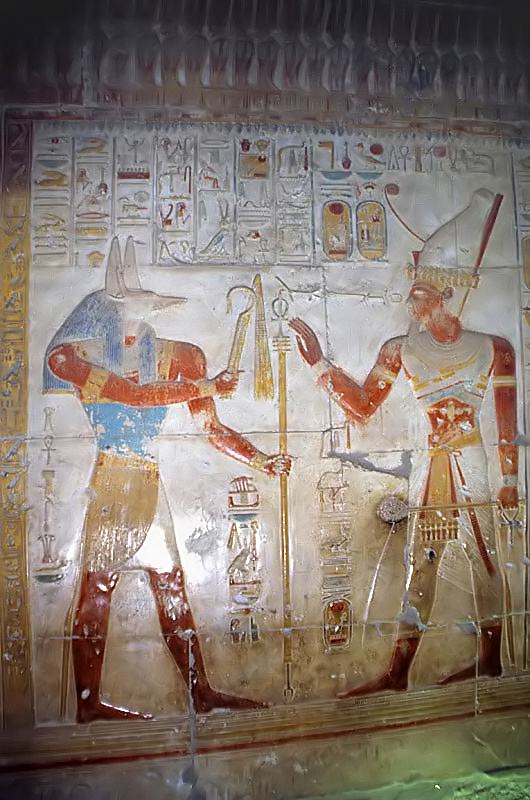
烏普奧特將權杖授予塞提一世

## 脚注
1. ↑  Pat Remler, Egyptian Mythology A to Z: A Young Readers Companion, Facts on File Inc., 2000. p.170